# La Prairie (Québec)
La Prairie ist eine Stadt im Südwesten der kanadischen Provinz Québec. Sie liegt in der Verwaltungsregion Montérégie, etwa 15 km südlich des Zentrums von Montreal. La Prairie gehört zur Regionalgemeinde Roussillon, hat eine Fläche von 43,68 km² und zählt 24.110 Einwohner (Stand: 2016).

## Geographie
La Prairie liegt in der Region Rive-Sud am südlichen Ufer des Sankt-Lorenz-Stroms und gehört zum Gemeindeverband Communauté métropolitaine de Montréal. Auf Gemeindegebiet befindet sich ein Teilstück des Sankt-Lorenz-Seewegs. Nachbargemeinden sind Brossard im Norden, Carignan im Nordosten, Saint-Jean-sur-Richelieu im Osten, Saint-Philippe im Süden und Candiac im Westen.

## Geschichte
Jacques de La Ferté von der Compagnie de la Nouvelle France übertrug im Jahr 1647 das heutige Gemeindegebiet an die Jesuiten. Der Begriff Prairie war damals eine weit verbreitete Bezeichnung für ein Lehen. 1667 erbauten die Jesuiten die Missionsstation La Prairie de la Magdelaine, um die in der Region lebenden Ureinwohner zu bekehren. 1677 fand hier die Flucht der später heiliggesprochenen Kateri Tekakwitha ihr Ende. Die französischen Kolonialtruppen errichteten 1687 das Fort Laprairie, um Montreal besser vor englischen Kolonisten und den mit ihnen verbündeten Irokesen zu schützen. Am 11. August 1691 konnte während der Biberkriege ein englischer Angriff abgewehrt werden. Das Fort wurde 1713 aufgegeben und 1775 während der Invasion von Kanada durch die amerikanische Kontinentalarmee zerstört.
1835 erfolgte die Gründung der Kirchgemeinde, elf Jahre später der Zivilgemeinde. Einen großen Aufschwung erlebte La Prairie als Ausgangspunkt der ersten Eisenbahn auf kanadischem Boden, der am 21. Juli 1836 eröffneten Champlain and St. Lawrence Railroad nach Saint-Jean-sur-Richelieu. Bis zur Verlängerung der Strecke im Jahr 1852 stellte eine Fähre die Verbindung nach Montreal sicher. 1909 erhielt La Prairie den Stadtstatus.

## Verkehr und Wirtschaft
Durch La Prairie führt die Autoroute 15, eine Autobahn von Montreal zur Grenze des US-Bundesstaates New York. Südlich des Ortes kreuzt sie sich mit der Autoroute 30, welche die Agglomeration Montreal weiträumig umfährt. Weitere wichtige Verbindungen sind die Hauptstraßen Route 104 und Route 134. Der Busbetrieb CIT Le Richelain betreibt mehrere Linien in die Nachbargemeinden und nach Montreal. Aufgrund der günstigen Verkehrslage befindet sich in La Prairie ein ausgedehnter Industriepark.

## Bevölkerung
Gemäß der Volkszählung 2011 zählte La Prairie 23.357 Einwohner, was einer Bevölkerungsdichte von 539,7 Einw./km² entspricht. 87,3 % der Bevölkerung gaben Französisch als Hauptsprache an, der Anteil des Englischen betrug 4,1 %. Als zweisprachig (Französisch und Englisch) bezeichneten sich 1,1 %, auf andere Sprachen und Mehrfachantworten entfielen 7,5 %. Ausschließlich Französisch sprachen 43,7 %. Im Jahr 2001 waren 90,5 % der Bevölkerung römisch-katholisch, 2,5 % protestantisch und 4,2 % konfessionslos.

## Persönlichkeiten
- François Malepart (1740–1794), Maler
- Alexis-Charles Boucher (1808–1885), Kopist und Kunsttischler, Porträt- und Schildermaler